# Greatest Hits (album Survivor)
Greatest Hits – kompilacja hitów zespołu Survivor wydana w roku 1993.

## Spis utworów
1. „Eye of the Tiger” (Peterik, Sullivan) – 4:06
2. „You Know Who You Are” (Peterik/Sullivan) – 4:51
3. „Burning Heart” (Peterik/Sullivan) – 3:49
4. „The Search Is Over” (Peterik, Sullivan) – 4:13
5. „High on You” (Peterik, Sullivan) – 4:09
6. „Is This Love” (Peterik, Sullivan) – 3:42
7. „I Can’t Hold Back” (Peterik, Sullivan) – 3:59
8. „Hungry Years” (Bickler/Peterik/Sullivan) – 5:12
9. „American Heartbeat” (Peterik, Sullivan) – 4:10
10. „Poor Man’s Son” (Peterik, Sullivan) – 3:37
11. „The Moment of Truth” (Beckett/Conti/Lambert) – 3:46
12. „Somewhere in America” (Peterik) – 5:13